# Paco Ignacio Taibo II

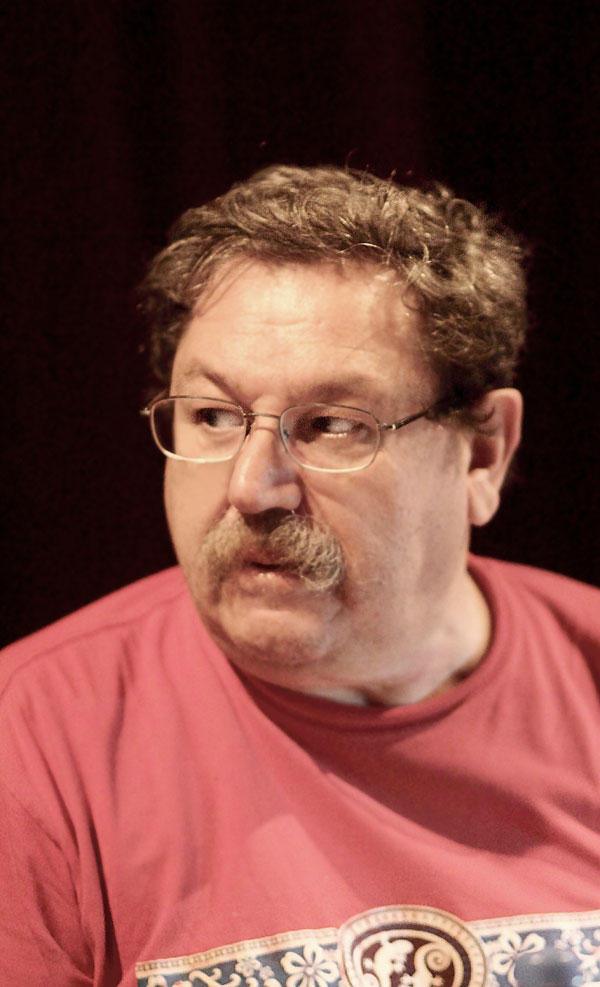
Paco Ignacio Taibo II

Francisco Ignacio (Paco) Taibo Mahojo (Gijón, 11 januari 1949) is een in Spanje geboren Mexicaans schrijver.
Taibo II is geboren in Asturië. Zijn vader Paco Ignacio Taibo I was eveneens schrijver. Op achtjarige leeftijd ontvluchtte de familie de Franco-dictatuur naar Mexico, waar hij literatuur, sociologie en geschiedenis studeerde. Taibo II is vooral bekend als schrijver van detectiveromans en politiek geëngageerde werken. Hij heeft een serie detectives met Héctor Belascoarán Shayne als hoofdpersoon op zijn naam staan en wijdde biografieën aan Pancho Villa en Che Guevara. Samen met Rafael Sebastián Guillén Vicente Subcomandante Marcos van het Zapatistisch Nationaal Bevrijdingsleger (EZLN) schreef hij in 2005 Muertos Incómodos.
Taibo was tot 2012 organisator van de 'Zwarte Week', een misdaadliteratuurfestival dat elk jaar in zijn geboortestad Gijón wordt gehouden. Hij legde die functie neer om zich actief te maken voor de presidentiële campagne van Andres Manuel López Obrador. Taibo werd in 2012 de eerste coördinator van kunst en cultuur in het nationale politieke comité van Morena. In 2019 werd Taibo benoemd tot Directeur van het Fondo de Cultura Económica, een toonaangevende uitgeverij in Mexico en het spaanse taalgebied. Daarvoor moest eerst de wet gewijzigd worden die vereiste dat de directeur van de grotendeels door de overheid gefinancierde uitgeverij in Mexico geboren diende te zijn.
- Bibsys: 90629328
- Biblioteca Nacional de España: XX1073294
- Bibliothèque nationale de France: cb12451082k (data)
- Catàleg d'autoritats de noms i títols de Catalunya: 981058517337406706
- CiNii: DA06685003
- Gemeinsame Normdatei: 118108832
- International Standard Name Identifier: 0000 0001 2148 1091
- Library of Congress Control Number: n82096350
- Bibliotheek van het Japanse parlement: 00475907
- Nationale Bibliotheek van Tsjechië: xx0166451
- Nationale bibliotheek van Australië: 36549404
- Nationale Bibliotheek van Israël: 987007268750605171
- Nederlandse Thesaurus van Auteursnamen: 073701432
- Réseau des bibliothèques de Suisse occidentale: 02-A012314905
- Istituto Centrale per il Catalogo Unico: CFIV114767
- LIBRIS: 323175
- Système universitaire de documentation: 033666539
- Trove: 1286480
- Virtual International Authority File: 112643855
- WorldCat: E39PBJvXkFV4G37JpVYpW4vCQq